# Итън Ходжкинсън
Итън Ходжкинсън (на английски: Eaton Hodgkinson) е британски инженер и учен, сред първите, започнали да прилагат математически методи в конструктивното проектиране.

## Биография
Роден е на 26 февруари 1789 годиан в Андъртън, графство Чешър, Великобритания, в селско семейство. Баща му умира през 1795 г. и той и двете му сестри са отгледани само от майка им. Тя го изпраща в училище в Нортуич, за де се подготви за кариера на англикански свещеник, но след няколко години той прекъсва образованието си и се връща в семейната ферма, за да помага в работата. През 1811 г. семейството се премества в Солфорд, предградие на Манчестър, където основават заложна къща.
В Манчестър Ходжкинсън започва да чете научна и математическа литература и става част от местната научна общност, като се запознава с бъдещия си сътрудник Уилям Феърбеърн. Учи известно време математика при Джон Далтон, с когото остават приятели да края на живота му през 1844 година.
Задено с Уилям Феърбеърн, Ходжкинсън започва да проектира чугунени греди. През 1830 година Манчестърското литературно и философско дружество публикува неговите оптимизирани сечения, които оказват голямо влияние върху инженерната практика през 19 век. Той извежда емпирична формула за максималната концентрирана сила W, която може да понесе проста греда с отвор L, височина на сечението d и площ на долния пояс A:
{\displaystyle W={\frac {26Ad}{L}}}
Опитът на Ходжкинсън и Феърбеърн в работата с чугунени греди става причина те да бъдат привлечени като консултанти при проектирането на новаторската за времето си конструкция на моста „Британия“. Феърбеърн проектира кутиеобразното сечение на моста, но Ходжкинсън и Робърт Стивънсън имат съмнения, че то ще бъде достатъчно здраво. При строителството на моста е предвидена възможност за добавяне на висяща система, която да усили главната греда, но Феърбеърн се оказва прав и стълбовете на моста остават неизползвани.
През 1841 година Итън Ходжкинсън е избран за член на Кралското дружество, а през 1847 става професор по инженерна механика в Юнивърсити колидж в Лондонския университет. През 1849 година е включен от Парламента в специална комисия, която да разгледа приложението на чугуна в железопътните конструкции, в резултат на което провежда някои от първите изследвания в областта на умората на металите.
През последните години от живота на Итън Ходжкинсън умствените му способности отслабват и той умира на 18 юни 1861 година в Солфорд на 72-годишна възраст.